# Mirco Gennari
Mirco Gennari (* 29. März 1966) ist ein ehemaliger Fußballspieler aus San Marino.

## Karriere
Gennari absolvierte insgesamt 48 Einsätze (20 WM-Qualifikationsspiele, 25 EM-Qualifikationsspiele, 3 Freundschaftsspiele) für die San-marinesische Fußballnationalmannschaft. Sein erstes internationales Spiel bestritt er am 19. Februar 1992 in Cesena gegen Italien (0:4). Zum letzten Mal wurde er am 6. September 2003 in Göteborg gegen Schweden (0:5) eingesetzt. Gennari war bis zum 11. Februar 2009 Rekordspieler seines Landes, bis ihn Damiano Vannucci mit seinem 49. Einsatz als Rekordhalter ablöste.
Den Höhepunkt seiner Karriere stellt das WM-Qualifikationsspiel gegen die Türkei am 10. März 1993 in Serravalle dar. Das Spiel endete mit einem überraschenden 0:0-Unentschieden; es blieb das einzige Match unter Beteiligung Gennaris, das San Marino nicht verlor, außerdem ist es das erste Pflichtspiel, in dem San Marino kein Gegentor kassiert hat.